# Territórios de Desenvolvimento do Piauí
Os Territórios de Desenvolvimento do Piauí são doze regiões criadas pela Lei Complementar Nº 87/2007 e ratificadas pela Lei 6.967/2017, em que se dividem o estado para fins de planejamento político e administrativo. Estas fundamentam-se em variadas características comuns entre as divisões, como relações sócio-econômicas e culturais arraigadas, vocações produtivas e meio ambiente comum entre os municípios envolvidos. Esta subdivisão estadual também serve de subsídio para os Conselhos do Governo do Piauí, no qual cada território possui dois assentos
Em 2022, com a nova Lei de Organização Administrativa do Estado do Piauí os territórios são concebidos como um "espaço socialmente organizado, composto por um conjunto de municípios, caracterizado por uma identidade histórica e cultural, patrimônio natural, dinâmica e relações econômicas e organização, constituindo as principais unidades de planejamento da ação governamental".  Nesta mesma lei  foi criada a Coordenadoria Estadual de Desenvolvimento dos Territórios – CDTER, um instrumento do governo do Estado para implementar as políticas de planejamento, como articulação entre instituições, promoção de programas de interesse regional, uso e ocupação do solo e mobilidade urbana, além de projetos intermunicipais entre localidades dentro do mesmo polo.

## Lista dos Territórios
Em sentido "Norte-Sul" os doze territórios são estes:
- Planície Litorânea
- Cocais
- Carnaubais
- Entre Rios
- Vale do Sambito
- Vale do Rio Guaribas
- Chapada do Vale do Rio Itaim
- Vale do Canindé
- Serra da Capivara
- Vale dos Rios Piauí e Itaueiras
- Tabuleiros do Alto Parnaíba
- Chapada das Mangabeiras